# Tiziano Treu
Tiziano Treu (ur. 22 sierpnia 1939 w Vicenzy) – włoski polityk i wykładowca akademicki, profesor, były minister, parlamentarzysta.

## Życiorys
Ukończył w 1961 studia prawnicze na Katolickim Uniwersytecie Najświętszego Serca w Mediolanie, do 1968 był asystentem z zakresu prawa pracy na tej uczelni. Odbywał staże naukowe na uczelniach zagranicznych, m.in. w Chicago. W 1968 objął stanowisko docenta prawa pracy na Wydziale Prawa Uniwersytecie w Pawii, od 1971 do 1988 był profesorem tej uczelni. Również od końca lat 60. związany z mediolańskim Uniwersytetem Najświętszego Serca, od 1988 jako profesor zwyczajny na wydziale prawa. Wykładał także w szkołach wyższych poza granicami kraju, m.in. w Tokio i Mogadiszu.
Od stycznia 1995 do października 1998 sprawował urząd ministra pracy i ochrony socjalnej w rządach Lamberta Diniego i Romano Prodiego. Następnie do grudnia 1999 był ministrem transportu w gabinecie Massima D’Alemy.
W 1996 współtworzył Odnowienie Włoskie, uzyskał w tym samym roku mandat posła do Izby Deputowanych XIII kadencji. W 2001, 2006 i 2008 był wybierany w skład Senatu XIV, XV i XVI kadencji. W parlamencie zasiadał do 2013. Od 2002 działał w partii Margherita, z którą w 2007 przystąpił do Partii Demokratycznej.